# Distretto di Phu Ruea
Il distretto di Phu Ruea (in thailandese: ภูเรือ) è un distretto (amphoe) della Thailandia, situato nella provincia di Loei.